# 普拉姆斯特德鎮區 (新澤西州)
普拉姆斯特德鎮區（英語：Plumsted Township）是位於美國新澤西州海洋縣的一個鎮區。

## 地方資料
普拉姆斯特德鎮區的面積為102.37平方千米，當中陸地面積為101.36平方千米，而水域面積為1.01平方千米。根據2020年美國人口普查的數據，當地共有人口8072人，而人口密度為每平方千米78.85人。